# Pyrausta devialis
Pyrausta devialis là một loài bướm đêm trong họ Crambidae.